# 亞歷山大·特列波夫

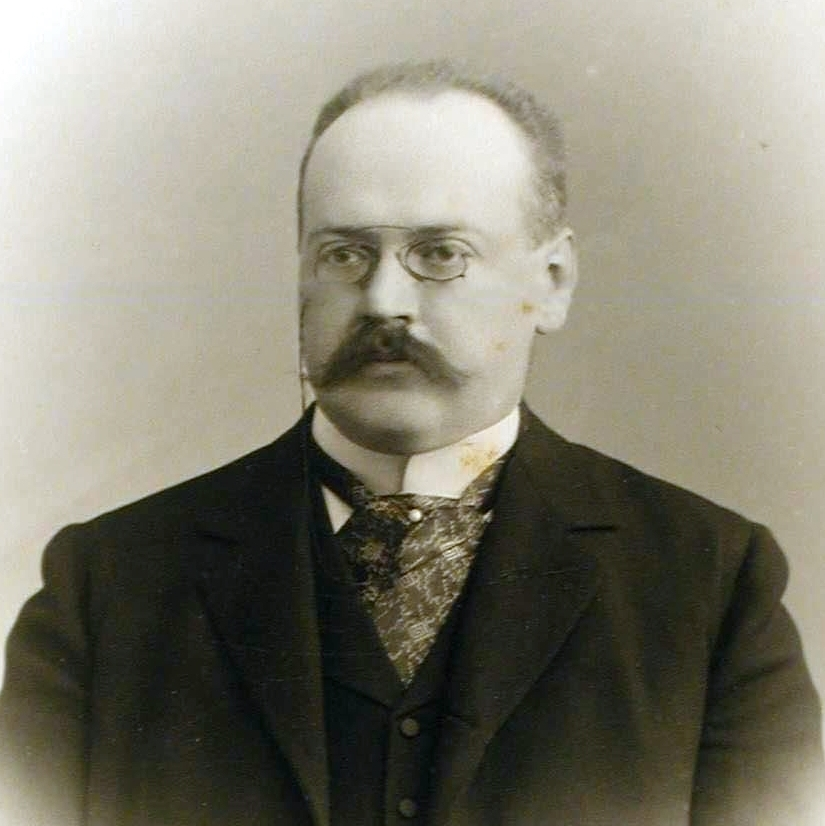
特列波夫

亚历山大·费奥多罗维奇·特列波夫（俄语：Александр Фёдорович Трепов，1862年9月30日—1928年11月10日），俄国政治家，出生于基辅，于1916年11月23日至1917年1月9日任俄罗斯帝国大臣会议主席（首相），保守主义者，俄罗斯帝国议会成员。特列波夫早年曾前往西欧学习议会制度，是拉斯普京的反对者，主张实行温和、理智的改革措施。

## 脚注
1. ↑  Recollections Of A Foreign Minister (1921)
2. ↑  Bernard Pares The Fall of the Russian Monarchy, p. 299.